# Ao Vivo: 14th Montreux Jazz Festival
Ao Vivo: 14th Montreux Jazz Festival, também conhecido como Ao Vivo em Montreux, é o primeiro álbum ao vivo da carreira solo do aclamado guitarrista baiano Pepeu Gomes. O álbum, lançado pelo selo WEA nos formatos LP e CD no ano de 1980, traz a gravação do show do guitarrista na 14ª edição do Montreux Jazz Festival, realizada em julho de 1980.
No Brasil, por conta da música "O Mal É O Que Sai Da Boca Do Homem" o álbum foi censurado pela Ditadura Militar, que ordenou a retirada de todos os exemplares do mercado. A WEA, então, rapidamente preparou e lançou uma segunda edição do álbum, com apenas a gravação instrumental da faixa. Esta edição contém um selo com a inscrição "Incluindo "O Mal É O Que Sai Da Boca Do Homem" versão instrumental".

## Faixas
| N.º | Título                                                                              | Compositor(es)                                                         | Duração |  |
| 1.  | "Pot-pourri": "Lamento" "Noites Cariocas" "Chuvisco no Samba" "Riroca Swing Branco" | Pixinguinha Jacob do Bandolim Pepeu Gomes e Moraes Moreira Pepeu Gomes |         |  |
| 2.  | "Luz de Guadalupe"                                                                  | Pepeu Gomes                                                            |         |  |
| 3.  | "O Mal É O Que Sai Da Boca Do Homem"                                                | Baby Consuelo, Galvão e Pepeu Gomes                                    |         |  |
| 4.  | "América Tropical"                                                                  | Pepeu Gomes e Moraes Moreira                                           |         |  |
| 5.  | "Todo Amor ao Jimi"                                                                 | Baby Consuelo e Pepeu Gomes                                            |         |  |
| 6.  | "Afoxé do Garcia"                                                                   | Paulinho Camafeu, Charles Negrita e Pepeu Gomes                        |         |  |
| 7.  | "Rei do Baião"                                                                      | Baby Consuelo e Pepeu Gomes                                            |         |  |
| 8.  | "Blue Wind"                                                                         | Jan Hammer                                                             |         |  |

## Ficha Técnica
- Pepeu Gomes - Vocais, Guitarra, Bandolim, Guibando
- Jorginho Gomes - Bateria, Cavaquinho
- Didi Gomes - Baixo elétrico, Violão
- Luciano Alves - Teclados
- Charles Negrita - Percussão
- Baixinho - Percussão
- Oswaldinho do Acordeon - Acordeon